# دستجرد (آذرشهر)
دستجرد یکی از روستاهای استان آذربایجان شرقی است که در دهستان دستجرد بخش گوگان شهرستان آذرشهر واقع شده‌است.این روستا ۱۶۰۸ نفر جمعیت دارد.